# Contágio mediato
Contágio mediato ocorre quando o agente infeccioso fica um tempo maior exposto ao meio ambiente. Neste caso não há um contato íntimo entre a fonte contaminada com a receptora não contaminada. Exemplo: contagio por gotículas, aerossóis, fômites e mão na boca.